# Жуй Найвэй
Жуй Найвэй (кит. трад. 芮迺偉, упр. 芮迺伟, пиньинь Ruì Nǎiwěi; род. 28 декабря 1963 года) — профессиональный игрок 9 дана по го китайского происхождения, проживающая в настоящее время в Южной Корее; считается сильнейшим игроком среди женщин в мире, единственная женщина, завоёвывавшая основные (мужские) титулы го. Является одной из четырёх женщин (вместе с Чо Хе Ён, Пак Чи Ын и Фэн Юнь), имеющих высший ранг го — 9 профессиональный дан.

## Биография
Жуй Найвэй родилась в Шанхае, Китай. Она начала заниматься го в возрасте 11 лет. В 1985 году Китайская ассоциация вэйци присвоила ей ранг 1 профессионального дана, в этом же году она смогла достичь уровня 7 дана. через год она получила 8 дан, а ещё через два — высший 9 дан. В 1989 году после событий на площади Тяньаньмэнь Жуй Найвэй уехала из Китая и некоторое время проживала в Японии и США. Позже Жуй переехала в Южную Корею, где в проживает по сей день и борется за основные титулы го, в том числе — мужские.
Среди известных игроков, побеждённых Жуй Найвэй — Хидэо Отакэ (Кубок Инга, 1992 год — победа в 1 партии, тем не менее, общий счёт остался в пользу японского профессионала), сильнейшие корейские игроки Ли Седоль и Ли Чхан Хо. Стиль игры Жуй Найвэй — атакующе-агрессивный.
Жуй Найвэй замужем за Цзян Чжуцзю — также игроком 9 профессионального дана.

## Титулы
Жуй Найвэй занимает 4 место по количеству завоёванных го-титулов в Корее.
| Титул                                | Годы                            |
| ------------------------------------ | ------------------------------- |
| Существующие                         |                                 |
| Куксу                                | 1999                            |
| Кубок Maxim                          | 2004                            |
| Женский Мёнин                        | 2000-2002, 2004—2011            |
| Женский Куксу                        | 2000-2002, 2006—2007, 2009—2011 |
| Женский Кисон                        | 2006-2008                       |
| Национальное первенство среди женщин | 1986-1989                       |
| Международные                        |                                 |
| Кубок Jeongganjang                   | 2003                            |
| Кубок Hungchang                      | 2000, 2001                      |
| Кубок Eastern Airlines               | 2000                            |
| Кубок Bohae                          | 1994, 1996, 1997                |

Участвовала в розыгрыше
| Титул                                   | Годы             |
| --------------------------------------- | ---------------- |
| Существующие                            |                  |
| Куксу                                   | 2000             |
| Кубок Maxim                             | 2003             |
| Женский Куксу                           | 2003             |
| Женский Мёнин                           | 2003             |
| Ранее существовавшие                    |                  |
| Кубок LG Refined Oil                    | 2000             |
| Североамериканский турнир серии Мастерс | 1996, 1999, 2000 |